# Tadousse-Ussau
Tadousse-Ussau település Franciaországban, Pyrénées-Atlantiques megyében. Lakosainak száma 73 fő (2022. január 1.). Tadousse-Ussau Conchez-de-Béarn, Diusse, Mascaraàs-Haron, Portet és Saint-Jean-Poudge községekkel határos.

## Népesség
A település népessége az elmúlt években az alábbi módon változott:
| Lakosok száma | 75   | 70   | 68   | 67   | 68   | 70   | 71   | 72   | 73   |
|               | 2013 | 2015 | 2016 | 2017 | 2018 | 2019 | 2020 | 2021 | 2022 |